# Alfredo Petrucci
Pour les articles homonymes, voir Petrucci.
Alfredo Petrucci, né le 12 mars 1888 à San Nicandro Garganico et mort le 15 juin 1969 à Rome, est un historien de l'art, conteur et poète italien, ainsi qu'un graveur et un illustrateur.

## Biographie
Alfredo Petrucci naît le 12 mars 1888 à San Nicandro Garganico.
Il est diplômé de Naples en littérature et en philosophie, et entre dans la carrière des Antiquités et des Beaux-Arts. En 1912, il travaille à Ancône, puis à Sienne et à Bari ; en 1922, il s'installe à Rome, où il reste jusqu'à sa mort. En 1923, il devient le premier secrétaire du Gabinetto Nazionale delle Stampe, dont il devient directeur en 1940. En 1924, il organise une exposition d'artistes des Pouilles au Palais Salviati, dans la capitale, qui présente, entre autres, Alfredo Petrucci lui-même, qui expose ses deux eaux-fortes les plus célèbres : Beethoven et Leopardi. En 1954, il prend sa retraite en tant que conservateur honoraire du Cabinet national des estampes. Il meurt en 1969 à l'âge de 81 ans.